# 빌럼 1세 판 오라녜
빌럼 1세(Willem Ⅰ, Willem van Oranje, 1533년 4월 24일 독일 나사우딜렌부르크 ~ 1584년 7월 10일 네덜란드 델프트) 혹은 오렌지 공은 네덜란드의 초대 세습 총독(오라녜 공)이자 스페인과 가톨릭에 저항한 네덜란드 독립 전쟁의 지도자이다.

## 어린 시절

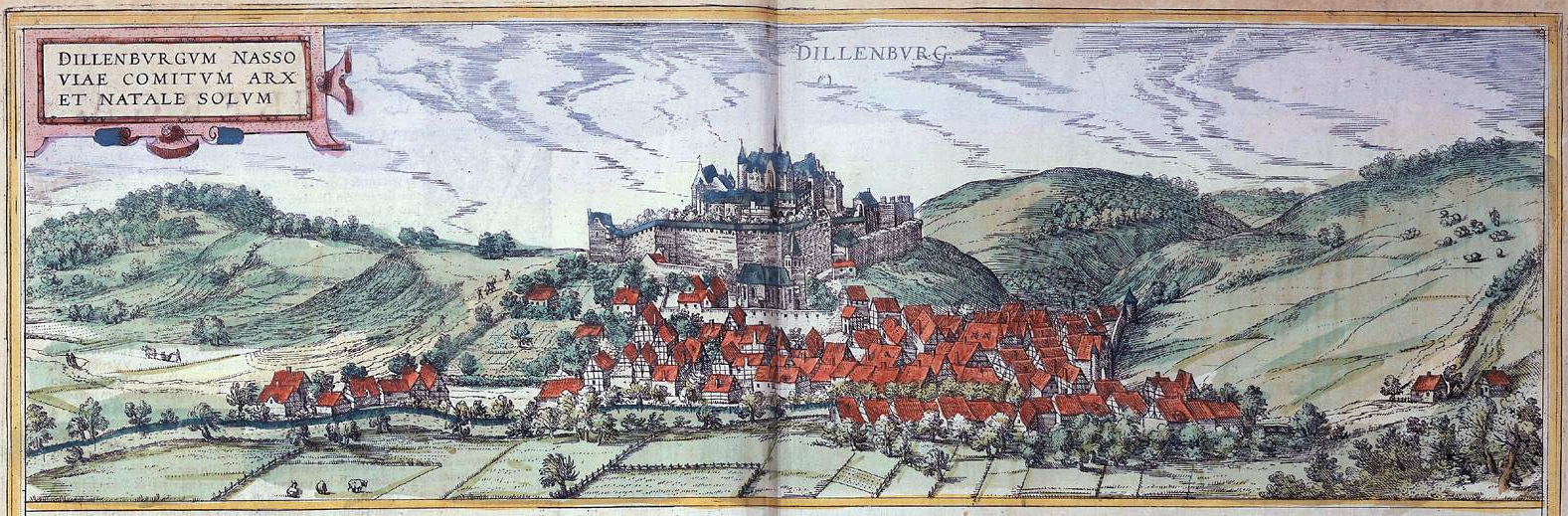
독일 나사우에 있는 딜렌부르크 성, 빌럼이 태어난 곳

빌럼 1세는 나사우딜렌부르크 백작 빌럼의 장남으로 태어나 루터교 신앙 분위기로 성장했다. 당시 이들 영토의 중심지는 브레다로 브라반트 분가는 큰아버지 앙리와 외아들 르네가 대표하고 있었다. 르네는 1530년 외삼촌으로부터 샬롱아를레 가문의 영토들을 상속받아 프랑슈콩테 영주와 오라녜의 프로방스 공국 지배자가 되었다. 그러나 오라녜의 르네가 1544년에 전사해 나사우브레다 가문과 샬롱오라녜 가문의 재산들은 모두 르네의 사촌 빌럼에게 상속되었다. 그 뒤 빌럼은 아라스 주교 앙투안 페르노 드 그랑벨과 알바 공작 3세 페르난도 알바레스 데 톨레도와 함께 1559년 카토-캉브레지 조약 협상자로 활동했다. 1559년 8월 펠리페 2세는 그를 홀란트와 제일란트 및 위트레흐트 총독으로 봉했고, 1561년 2월에는 프랑슈콩테 총독으로 봉했다.

## 스페인에 대한 저항

### 프로테스탄트의 확산
당시 정부 내에서 정당한 몫을 차지하지 못하고 있다고 느끼던 여러 대영주들과 함께 빌럼은 1561년경부터 브뤼셀 정부의 처사를 공공연하게 반대하기 시작했다. 브뤼셀 정부에서는 섭정인 파르마 공작부인 마르가리타의 영향력 있는 조언자였던 그랑벨이 막강한 권력을 행사하고 있었다. 저항을 하게 된 원인 가운데 당초의 종교적인 문제가 그리 큰 것은 아니었으나 프로테스탄트 사상이 확산되는 한편 엄격한 가톨릭의 정통주의에서 조금이라도 벗어나는 것을 용인하지 않겠다는 펠리페 2세의 확고한 결의 때문에 종교가 심각한 문제로 부상했다.
인문주의자 데시데리우스 에라스무스에게서 많은 영향을 받고 있던 빌럼과 제휴세력들은 종교문제에 있어서 국민들의 대다수와 입장이 같았는데, 이들은 관습적으로 가톨릭을 신봉하고 있었으나 종교 박해에 대해서는 분개하고 있었다. 게다가 빌럼과 마찬가지로 7, 8명의 귀족들은 자기 부모와 친구가 프로테스탄트인 경우도 있었다. 1558년 아내를 잃은 빌럼은 1561년 8월 25일 작센의 안나와 재혼함으로써 자신이 신봉하던 루터교 및 독일과의 관계를 굳히게 되었다.

### 펠리페2세의 프로테스탄트 억압
빌럼의 마음 속에서는 점차로 종교문제가 가장 중요하게 자리잡았다. 국무회의에서의 연설을 통해 빌럼은 종교통일은 실현불가능하며 군주가 백성들의 양심을 지배하려는 것은 옳지 못하다고 주장함으로써 큰 반향을 불러일으켰다. 그러나 1565년 10월 펠리페 2세는 이단처벌 법령을 예외없이 시행하라는 단호한 명령을 내렸고 상황은 점점 더 위기국면으로 치달았다. 펠리페 2세에 맞선 세력에서는 하급귀족과 젠트리들이 주도권을 장악했는데 이들 가운데 일부는 칼뱅주의자였다. 이들은 유력자들보다도 더욱 극단적으로서 폭력을 동원해 문제를 해결하는 것도 꺼리지 않았다. 이들과 그 추종세력들은 곧 ' 거지들'(Gueux)로 불리게 되었다. 대영주들은 냉담한 태도를 보였으나 빌럼과 몇몇 인물들은 이 운동에 공감했다.

### 마르가리타의 온건정책
빌럼은 나사우 백작이며 칼뱅주의 학문을 갖춘 루터교도인 동생 나사우의 로데웨이크를 통해 개인적으로 이 운동에 관여했다. 빌럼은 무장행동을 취하지 말고, 프로테스탄트에 대한 부당한 칙령의 시행을 유예하도록 섭정인 마르가리타에게 청원하라고 저항세력을 설득했다. 그러나 실제 마르가리타가 개신교 억압칙령들을 다소 완화하겠다고 약속했지만, 분쟁을 피하기에는 너무 때가 늦었다. 경제적 침체에서 오는 빈곤은 1566년 8월 저지대 지역을 뒤흔들어 개신교 신자들로 하여금 맹렬하게 저항하도록 했다.

### 가톨릭교회 성상파괴
칼뱅주의 신도들은 로마 가톨릭 교회에 침범해 성상을 부수고 시설을 파괴했다. 이들이 성상파괴운동을 한 이유는 이들이 보기에 우상인 성상을 파괴함으로써 교회를 정화하고자 함이었다. 회복불능의 피해를 입힌 것 외에도 이들의 행동은 3가지 결과를 초래했다. 첫째, 가톨릭과 프로테스탄트의 평화공존은 더욱 어려워졌다. 둘째, 스페인 지배에 반대하는 세력의 책임 있는 인사들이 로마 가톨릭 교회 수호의 필요성을 느꼈기 때문에, 반대운동은 힘을 잃어갔다. 셋째, 펠리페 2세는 폭력으로써 개신교와 네덜란드 개신교가 알으킨 반란을 단번에 분쇄하려 시도하게 되었다. 1566년 12월 펠리페 2세는 알바 공작을 네덜란드 총사령관에 임명했다.

### 프로테스탄트 반란 진압
빌럼은 즉시 능동적인 저항을 펴려고 한 듯하나 에흐몬트 백작이자 플랑드르와 아르투아 총독인 인민의 영웅 라모랄이 그를 지원하려 하지 않았기 때문에 결국 아무런 조치도 취하지 못했다. 이제 공공연한 반란세력이 된 프로테스탄트는 빌럼을 그들의 수호자로 불렀다. 그러나 그는 공공의 질서를 존중했다. 세습 안트웨르펜 자작의 자격으로 안트웨르펜에서 발생한 칼뱅주의자들의 반란을 진압했으며, 도시 성문을 폐쇄하고 반란세력과 정부군의 입성을 막았다.
그는 펠리페 2세에게 충성을 맹세했으나 펠리페 2세가 모든 관리들에게 새로이 요구한 무조건적인 복종 서약은 거절했으며 신중히 생각한 끝에 1567년 4월 딜렌부르크에 있는 가문의 영지에 칩거했다. 수천 명이 빌럼의 행동을 따르거나 영국이나 독일·프랑스로 탈출하는 사태가 벌어졌다.

## 네덜란드 독립 전쟁

### 공포정치
1567년 5월 모든 곳에서 질서가 회복되었으나 8월에 알바 공작은 잘 훈련된 군대를 이끌고 브뤼셀에 입성해 공포정치를 시작했다. 9월에는 특별법정인 분쟁재판소가 설치되어 반란과 이단에 관한 모든 재판을 진행했으며 1,000명 이상이 처형되었다(그 가운데는 에흐몬트 백작과 호르네 백작도 포함됨). 법정에 소환된 빌럼은 위엄있는 태도로 자신을 변론했다. 그러나 펠리페 2세의 영토에 있는 그의 소유지는 몰수되었으며 루뱅에서 공부하던 그의 아들 필립스 빌럼은 스페인으로 추방당했다.

### 프로테스탄트의 저항
이제는 종교보다 자유가 더 시급한 상황이 되어버렸다. 은밀하게나마 스페인의 지배를 반대하는 기운이 전보다 더 널리 확산되었고 빌럼은 자신이 네덜란드 주민의 해방자로 일어서기만 하면 일제히 봉기가 일어나리라 기대했다. 그는 자신의 운명과 네덜란드의 운명을 동일시하여 군사행동을 취하는 데 더 이상 주저하지 않았다. 루터교를 신봉하는 독일의 제후들과 황제 막시밀리안 2세가 실질적으로 지원해줄 것이라는 기대는 실망으로 그쳤으나 주로 친척들의 도움으로 많은 병력을 동원할 수 있었다. 1568년 4월 저지대 지역에 대한 2차례의 침공이 시작되었으나 둘 다 참패로 끝났다. 한쪽의 병력은 엠스 강둑에서 알바 공작에 의해 섬멸당했다. 빌럼 자신은 10월초 전투에 참가해 브라반트로 진격했다. 그러나 겨울이 다가오고 군자금이 떨어지자 그는 프랑스로 퇴각해야만 했다. 빌럼은 당시 프랑스 왕정에 반대해 반란을 일으켰던 칼뱅주의자들인 위그노파와 잠시 동안 같이 지내다가 그의 개인대표로서 로데웨이크 백작을 남겨두고 1569년 10월 독일로 돌아왔다. 작전은 실패로 돌아갔지만 적어도 빌럼의 이름을 억압에 저항하는 기수로 널리 알리는 계기가 되었다. 칼뱅주의자들은 1566년 당시 빌럼이 자신들을 무력 지원하지 않았던 것을 기꺼이 용서했으며 빌럼 역시 칼뱅주의자들의 청교도 기질과 편협함을 싫어했지만 그들이 저항운동의 핵심세력인 점을 높이 평가했다. 이에 따라 관계개선이 이루어졌으나 빌럼이 개혁교회에 합류한 것은 1573년이 되어서였다.

### 해상봉쇄
이 시기는 빌럼에게 가장 암울한 때였다. 알바 공작이 확고하게 권력을 장악하고 있었으므로 빌럼 자신의 구상은 좌절을 맛볼 수밖에 없어 동생(아돌프)과 많은 친구들을 잃은 데다 아들까지 빼앗겼다. 영지와 관직도 잃었으며, 재정적 곤란과 함께 아내인 안나마저 변덕스러운 행동으로 그를 괴롭혔다. 안나와는 1571년 이혼했다. 그의 공작은 활발하게 진행되었으나 군사작전은 주로 고이젠들의 영웅적인 활약에만 한정되어 있었다. 고이젠은 해외기지에서 출동해 스페인군에 대응해 해전(海戰)만을 벌이던 존재였다. 이들의 해상봉쇄 활동은 네덜란드에 경제적 어려움을 가져다주고 알바 공작의 가혹한 통치로 불만세력은 더욱 늘어났다. 이러한 사정은 해상활동을 위주로 하는 홀란트에서 특히 두드러졌다.

### 빌럼의 공격계획
1572년 여름 빌럼은 프랑스의 지원을 받아 여러 차례의 공격을 계획했다. 그런데 계획된 공식 공격이 있기 훨씬 전인 4월 1일 영국의 포구에서 출동한 고이젠의 함대가 자위트홀란트에 있는 브릴레 항을 기습 점령했다. 이들은 기습공격 후 후퇴하던 기존의 패턴을 벗어나 도시를 점령하고 오라녜 공의 깃발을 세웠다. 이들의 성공은 홀란트와 제일란트에서 그토록 바라오던 대중봉기를 촉발시켰으며 대부분의 도시가 빌럼 지지를 선언하고 나섰다. 따라서 7월 무렵에는 암스테르담과 미델뷔르흐를 비롯해 제일란트의 다른 두 도시만이 스페인 국왕의 수중에 있었다. 빌럼의 발의로 홀란트 주의회가 7월 19~23일 도르드레흐트에서 열렸다. 의회는 빌럼이 여전히 왕을 대신하는 자신들의 명목상 총독임을 인정하고 자신들은 정부에서의 실질적인 역할을 떠맡았다. 모든 주의 합동의회격인 네덜란드 의회에서의 결정을 앞두고 가톨릭과 프로테스탄트의 동등한 권리가 천명되었다. 이러한 가운데 헬데를란트와 프리슬란트의 대부분 지역이 봉기에 동참했으며 알바 공작의 군대는 프랑스에서 시작된 주공격에 대응하기 위해 남부로 후퇴했다. 나사우의 로데웨이크는 몽스를 장악하고 스페인군의 포위공격에 맞서고 있었다. 빌럼은 브라반트로 진군했으며 몇몇 도시들은 그에게 성문을 개방했다. 그런데 성 바르톨로메오 축일의 학살 사건으로 프랑스 궁정에서 위그노의 영향력이 분쇄됨에 따라 프랑스로부터 지원 희망이 사라졌다. 9월에 로데웨이크는 조건부 항복을 했고 빌럼은 자신이 지휘하던 용병들을 해산했다. 남부지방에서 거둔 전과로, 반란을 일으킨 북부의 2개 주는 자리를 잡아나갈 여유를 얻었다. 빌럼은 북부지역 2개 주에 합류하기로 결정하고 10월 21일 엥크호이젠에 상륙했다.

### 네덜란드 프로테스탄트의 필사적인 저항, 가톨릭 미사금지
영웅적인 활약을 하게 되는 4년간(1572~76) 오라녜 공 빌럼은 바다에 면한 2개 주의 반란진압을 위해 파견된 스페인군에 맞서 필사적인 저항을 주도했다. 아돌프에 이어 2명의 동생, 로데웨이크와 헨리크가 1574년 4월 네이메헌 근처에서 스페인군에 크게 패해 전사했다. 한편 정복한 주와 잉글랜드 및 독일, 프랑스에서 빌럼의 대리인들은 활발한 활동을 벌였으며 1575년 6월 12일 빌럼은 개혁교회 편으로 한때 수녀원장을 지낸 부르봉몽팡시에의 샤를로트와 재혼했다. 추종세력들이 단합하여 분파적인 이해관계를 추구하지 못하도록 하기 위해 빌럼은 온갖 권위와 전술 및 불굴의 결의를 겸비해야만 했다. 그는 프로테스탄트의 과도한 점을 견제하고 편협성을 누그러뜨리고자 했으나, 예전에 그가 주장했던 것과 같이 로마 가톨릭과 개혁교회(Reformed Church,한국교회 상황에 맞게 설명하면 장로교에 빗댈 수 있음)를 평등하게 유지시킬 수는 없었다. 1573년 가톨릭 미사가 금지되었다. 빌럼은 1575년 7월 홀란트의 여러 지역간을, 그리고 1576년 4월 홀란트와 제일란트를 서로 좀 더 긴밀한 단일체로 결합시켰으며 전쟁이 계속되는 동안 '최고 권위자'(Chief and Supreme Authority)로 인정받았다. 그러나 미사의 자유는 확실히 금지되었지만, 신앙의 자유는 인정되었다.

### 전국회의
1576년 저지대 지역에서 스페인의 권력이 일시적으로 붕괴되자 빌럼에게 새로운 기회가 왔다. 알바의 후계자인 루이스 데 레케센스 이 수니가의 죽음으로 총독 자리가 비고, 스페인 병사들이 위계질서에 반란을 일으킨 상황에서 주의회는 위험을 무릅쓰고 전국회의를 소집했다. 스페인 국왕의 이름으로 행동한다고 자처하면서도 사실은 국왕대리자의 권력을 찬탈하고자 했던 전국회의는 곧 반란을 일으킨 주와 협상을 시작했으며, 그결과 헨트 평화조약이 체결되었다(1576. 11. 8). 조약 체결에는 빌럼의 영향력과 그 대리인들의 노력이 크게 작용했던 것 같다. 제1차 브뤼셀 동맹(1577. 1)에 의해 보완된 겐트 조약은 빌럼의 야심과 이상의 실현을 예고했다. 그의 총독직을 보증하고 소유지들이 회복되었을 뿐만 아니라 17개 주 네덜란드 연합이 곧 결성될 것처럼 보였다. 그러나 착실히 성장하고 있던 '공동의 조국'이라는 개념은 배타주의적·종교적 분열을 극복할 만큼 강하지는 못했다. 1577년 전국회의가 신임총독인 돈 후안 데 아우스트리아와 체결한 영구칙령(Perpetual Edict)은 가톨릭이 모든 지역에서 유지되어야 한다는 것을 분명히 했고 또 여기에는 헨트 평화조약의 존속을 위한 조항이 없었기 때문에 홀란트와 제일란트의 대표는 전국회의에서 떠나고 말았다.

### 빌럼지지
그러나 1577년 7월 돈 후안은 새로이 적대감정을 불러일으키고자 했으며 그에 따라 좀 더 많은 사람들이 빌럼을 지지하게 되었다. 항상 빌럼을 반대했던 홀란트와 제일란트의 여러 도시는 이제 빌럼의 권위를 인정하게 되었으며 1578년 2월 마지막으로 암스테르담이 빌럼의 편에 가담했다. 위트레흐트 주에서도 이같은 상황이 벌어졌으며 플랑드르·브라반트·흐로닝언 및 이외 지역에서도 칼뱅주의 시민과 장인으로 이루어진 급진성향의 빌럼 추종자들이 주도권을 장악했다. 1577년 9월 홀란트와 제일란트 대표가 다시 참석하게 된 전국회의는 빌럼을 남부의 브뤼셀로 초청했으며 빌럼은 개선장군처럼 브뤼셀에 입성했다. 그의 영향력하에 새로운 연합국가가 탄생하게 되었으며 '조국 공동의 적'에 맞서 가톨릭과 프로테스탄트가 같이 행동을 취할 수 있게 되었다. 한편 계속해서 최고권력을 행사하던 전국회의는 펠리페 2세의 조카인 어린 오스트리아 대공 마티아스를 수반으로 하는 새 정부를 구성했다. 마티아스는 입헌정부체제를 보장하는 빌럼의 조건에 동의했으며, 더욱이 1578년 1월 빌럼을 부사령관에 임명해 자신에게 봉사하도록 했다.

### 아라스조약
1579년 1월, 빌럼의 과격한 정책에 반대한 남부 주들은 돈 후안의 후임 총독인 파르마 공작 알레산드로 파르네세를 승인하는 아라스 조약을 맺었다. 같은 달 북부 7개 주는 위트레흐트 동맹을 맺어 결속을 확인했다. 빌럼은 남부와 북부의 통합을 지지하고 동맹에 반대하였으나, 이후 의견을 바꿔 공식적으로 동맹을 지지하게 되었다. 이후 위트레흐트 동맹은 사실상 네덜란드 공화국의 헌법이 되었다.

## 독립선언

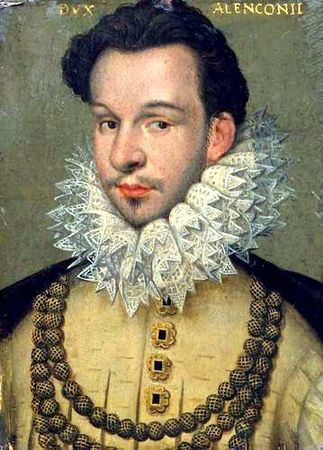
앙주 공작은 네덜란드의 새 군주로 초대받았으나, 많은 지지를 받지 못했다

동맹 결성에도 불구하고 파르마 공작은 네덜란드 남부의 태반을 점령하는데 성공했다. 그러나 아라스 조약에 따라 스페인군이 남부 주에 주둔할 수 없었고, 펠리페 2세가 다른 곳에 군사를 필요로 했기 때문에 파르마 공작의 진군은 1581년 말까지 정체되었다. 이 틈을 타 오라녜 공은 앙리 3세의 동생인 앙주 공작 프랑수아의 협력을 얻었다. 앙주 공작은 "네덜란드의 자유의 수호자"로서 네덜란드의 군주가 되기로 했다. 그러나 그를 위해서는 지금까지 스페인 왕에 대한 충성 서약을 철회할 필요가 있었다. 1581년 7월 22일, 북부 주들은 정식으로 스페인으로부터 독립을 선언했다.
1582년 3월 18일, 한 스페인 사람이 펠리페 2세가 내건 현상금과 작위를 노리고 권총으로 빌럼을 쏘았다. 빌럼은 간신히 목숨을 건졌으나 큰 부상을 입었고, 그를 간호하던 중 아내 샤를로트가 죽었다.
앙주 공작이 이끄는 프랑스 군은 1582년 말 네덜란드에 도착했다. 그러나 앙주 공작은 별로 환영받지 못했고, 홀란트와 제일란트는 앙주 공작을 군주로 받아들이는 것을 거부했다. 빌럼의 친프랑스 정책 또한 많은 비판을 받았지만, 그는 앙주 공작의 군사력이 파르마 공작에게 위협이 되기를 기대했다. 그러나 제한된 권력에 불만을 가진 앙주 공작은 1583년 1월 18일 무력으로 안트베르펜을 침공했다. 침공을 사전에 알았던 안트베르펜 시민들은 분노에 차서 앙주 공작의 군대를 전멸시켰다. 앙주 공작은 어머니 카트린 드 메디시스와 주군 엘리자베스 1세의 견책을 받았다. 이 사건에도 불구하고 빌럼 공은 앙주 공작에 대한 지지를 철회하지 않았고, 정치적 고립에 처했다.

## 암살

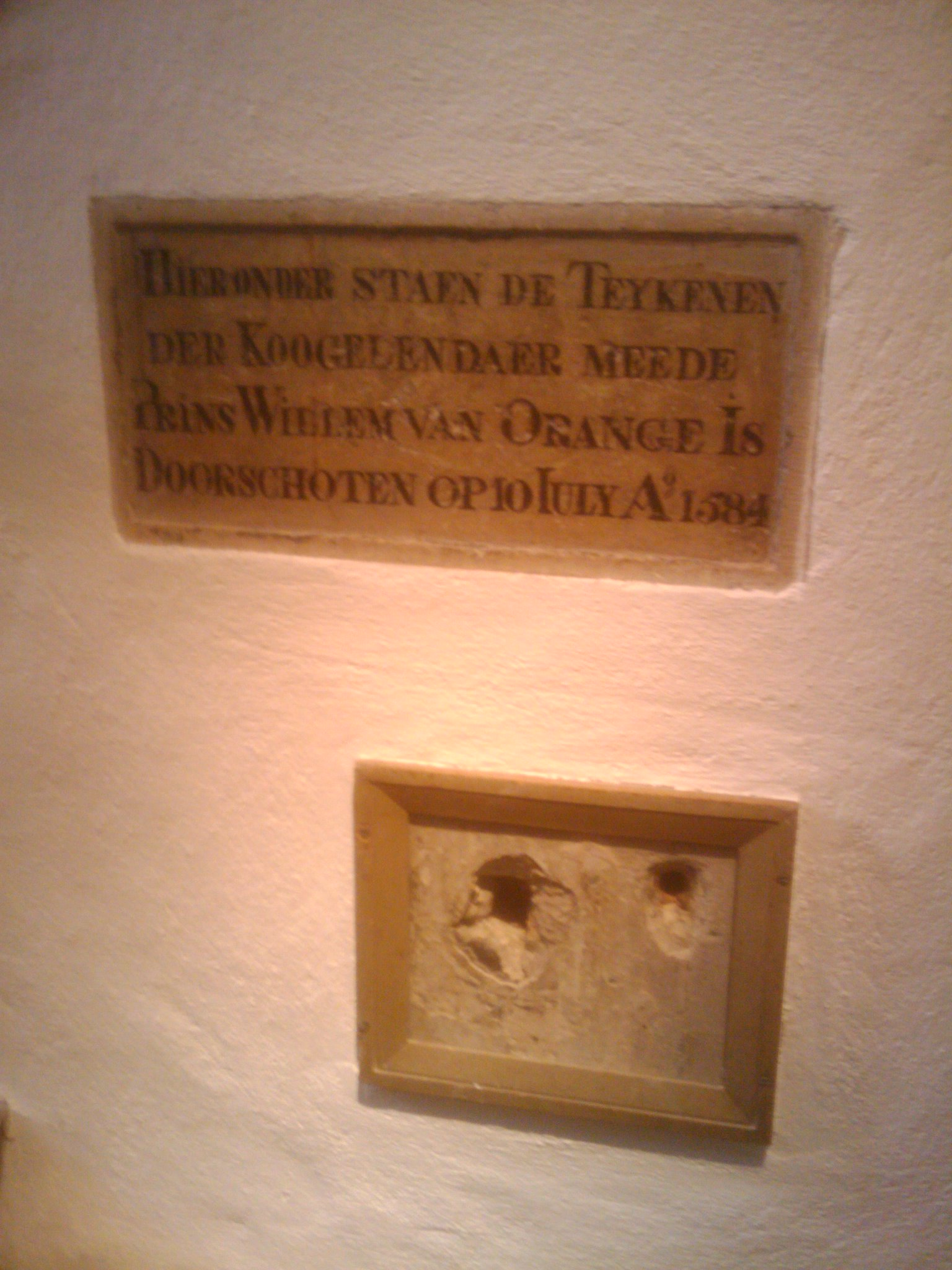
델프트의 프린센호프에 있는 당시의 총알 자국

펠리페 2세의 지지자였던 프랑스의 가톨릭 신자 발타자르 제라르(Balthazar Gerard)는 오라녜 공이 스페인 왕과 가톨릭 교회를 배반했다고 생각했다. 펠리페 2세가 빌럼에게 현상금을 내걸자, 제라르는 그를 암살하기 위해 네덜란드로 떠났다. 제라르는 빌럼과 가까워질 기회를 잡기 위해 룩셈부르크 총독 만스펠트 백작 에른스트의 군대에서 2년간 복무했다. 그러나 빌럼을 만날 기회가 생기지 않자, 제라르는 프랑스 귀족으로 위장하여 빌럼을 찾아갔다. 제라르는 빌럼에게 만스펠트 백작의 인장을 보여주었고, 빌럼은 인장을 그의 동맹인 백작에게 돌려주도록 제라르를 프랑스로 보냈다.
돌아오는 길에 권총을 구입한 그는 1584년 7월 10일 델프트에 있는 빌럼의 자택으로 찾아갔다. 제라르는 저녁을 먹고 계단을 내려오던 빌럼의 가슴을 쏘아 죽인 후 달아났다. 공식 기록에 따르면 빌럼의 유언은 다음과 같다
Mon Dieu, ayez pitié de mon âme; mon Dieu, ayez pitié de ce pauvre peuple. (신이여 내 영혼을 가엾게 여기소서. 신이여 이 불쌍한 이들을 가엾게 여기소서)

제라르는 델프트를 떠나지 못하고 붙잡혔다. 그는 (당시 기준으로도) 잔인하게 고문당한 후 7월 13일에 사형당했다.
빌럼의 시신은 델프트 신교회에 매장되었다. 이전까지 나사우 가문의 묘는 브레다에 있었으나 당시 브레다가 스페인에 점령되어 있었으므로 자택이 있던 델프트에 매장된 것이다. 이후 오라녜나사우 왕가의 왕족은 델프트 신교회에 묻히게 되었다.

## 같이 보기
- 네덜란드의 군주
- C. V. 웨지우드